# Apogon chrysopomus
 Apogon chrysopomus és una espècie de peix de la família dels apogònids i de l'ordre dels perciformes.

## Morfologia
Els mascles poden assolir els 10 cm de longitud total.

## Distribució geogràfica
Es troba des d'Indonèsia i Malàisia fins a Nova Guinea i Salomó.